# Miloš Babić
Miloš Babić (in serbo Милош Бабић?; Kraljevo, 23 novembre 1968) è un ex cestista jugoslavo, professionista nella NBA, in Europa e in Argentina.

## Carriera
È stato selezionato dai Phoenix Suns al secondo giro del Draft NBA 1990 (50ª scelta assoluta).

## Palmarès
- Campionato slovacco: 2

Prievidza: 1994-95
Pezinok: 1997-98